# Eduardo Stopford
Edward Stopford fue un militar británico que participó de la Brigada Irlandesa en la guerra de independencia de Venezuela.
Nacido en 1788, probablemente en el sur de Irlanda. Llegó en 1818 a Venezuela, cuando fue jubilado con media pensión de teniente de un regimiento de Guardias Reales. Fue coronel de la brigada, siendo de uno de los negociadores principales para su traslado a Jamaica después de un motín en Riohacha. Posteriormente volvió al servicio para la Gran Colombia. En 1823 se radica en Caracas, donde establece relaciones con las élites políticas y militares e intenta relacionarlos con los comerciantes e inversionistas británicos. Fue editor del periódico bilingüe El Colombiano de Caracas entre 1823 y 1826, terrateniente, prestamista, corredor y ofició servicios dominicales en la iglesia protestante de la ciudad, visitando con frecuencia al cónsul sir Robert Ker Porter (en). Fue amigo de Joseph Lancaster. A finales de la década de 1820 sufrió de dificultades económicas que le hicieron volver a Londres en 1843, donde estableció un negocio de construcción de carreteras, trasladándose a España en 1853. Nunca volvió a Venezuela, por lo que fue considerado desertor y expulsado del ejército. Murió en Richmond, Inglaterra, en 1862.